# Стальник полевой
Ста́льник полево́й, или ста́льник пашенный, или Ста́льник козлиный, или ста́льник вонючий (лат. Ononis arvensis) — вид растений рода Стальник (Ononis) семейства Бобовые (Fabaceae).

## Этимология названия
Родовое название растения происходит от греческого слова «онен», что означает осёл. Древнегреческий фармаколог Диоскорид отмечал, что ослы охотно поедают стальник, тогда как другие животные его избегают.

## Ботаническое описание
Многолетнее травянистое растение. Стебли восходящие, прямые, опушенные. Листья тройчатые, с большими прилистниками. Цветки пазушные, мотыльковые, розовые, на коротких цветоножках, на конце стебля образуют колосовидные соцветия. Цветёт в июне-июле. Плод — боб. Подземная часть состоит из темно-бурого, многоголового корневища и стержневого, в нижней части ветвистые корня.

## Химический состав
Корни содержат глюкозид ононин ({\displaystyle {\ce {C25H26O11}}}) и аморфное вещество ононин-фитостерин ({\displaystyle {\ce {C26H44O2}}}).
В корнях также обнаружен изофлавоновый гликозид, сладкий гликозид неустановленного строения, тритерпеновый сапонин и немного эфирного масла, которое превращается в смолу при хранении.

## Значение и применение
Данные о поедаемости сельскохозяйственными животными противоречивы. По одному источнику в молодом возрасте прекрасный корм для всех животных и в особенности для овец. Во время цветения начинает выделять неприятного запаха сок и перестает поедаться животными. По наблюдениям академика ВАСХНИЛ Ларина сделанными в Казахстане скотом почти не поедается, то же самое подтверждается наблюдениями геоботаником Работновым в пойме реки Оки.
В народной медицине отвар корней служит мочегонным и потогонным средством безвредным для почек. Входит в европейские фармакопеи в качестве деятельного мочегонного средства.
Медоносное растение. Один цветок продуцирует 1,17 мг, а всё растение за период цветения может выделить до 6,4 г бледно-жёлтой пыльцы.
Вытяжки растения из-за присутствия ононина чрезвычайно ядовиты для рыб.
Молодые листья отваренные в соленой воде идут в пищу. Зола хорошее калийное удобрение.
Отвар корней стальника используют как кровоостанавливающее, слабительное, мочегонное и противогеморройное средство, а также при лечении подагры, эпилепсии, воспалении мочевого пузыря и почек, камнях в почках. Ванны с отвара травы назначают при лечении экземы. Длительное употребление стальника уменьшает ломкость капилляров.

## Размножение
Размножается семенами. Перед посевом для повышения всхожести его стратифицируют и перетирают с песком.
Высевают стальник рано весной, как только позволит состояние почвы. Уход за посевами начинается сразу же после появления всходов. В фазе 6-8 листочков проводят букетировку. В течение лета почву рыхлят 3-4 раза, удаляя сорняки.

## Сбор урожая
Урожай собирают в два приёма: сначала скашивают надземную массу, которую выносят с участка, после чего выкапывают корни на глубине до З0 см. Корни моют в холодной воде, предварительно срезав остатки стеблей, и сушат в хорошо проветриваемых помещениях. Хранят в сухом, хорошо проветриваемом помещении.

## Таксономия
Ononis arvensis L., 1759, Syst. Nat., ed. 10. 2: 1159
Вид Стальник полевой относится к роду Стальник (Ononis) подсемейства Мотыльковые (Papilionoideae) семейства Бобовые (Fabaceae) порядка Бобовоцветные (Fabales). Таксономическая схема в соответствии с Системой APG IV по состоянию на декабрь 2023 года:
|  |                                      |  |                                   |                                   |                   |  | ещё 3 семейства | ещё 3 семейства   |                          |  |  |  | еще 523 рода                                                   | еще 523 рода         |  |  |
|  |                                      |  |                                   |                                   |                   |  | ещё 3 семейства | ещё 3 семейства   |                          |  |  |  | еще 523 рода                                                   | еще 523 рода         |  |  |
|  |                                      |  |                                   | порядок Бобовоцветные             |                   |  |                 |                   | подсемейство Мотыльковые |  |  |  |                                                                | вид Стальник полевой |  |  |
|  |                                      |  |                                   | порядок Бобовоцветные             |                   |  |                 |                   | подсемейство Мотыльковые |  |  |  |                                                                | вид Стальник полевой |  |  |
|  | отдел Цветковые, или Покрытосеменные |  |                                   |                                   | семейство Бобовые |  |                 |                   | род Стальник             |  |  |  |                                                                |                      |  |  |
|  | отдел Цветковые, или Покрытосеменные |  |                                   |                                   |                   |  |                 |                   |                          |  |  |  |                                                                |                      |  |  |
|  |                                      |  | ещё 63 порядка цветковых растений | ещё 63 порядка цветковых растений |                   |  |                 | еще 5 подсемейств | еще 5 подсемейств        |  |  |  | еще 101 подтвержденный вид и 27 видов, ожидающих подтверждения |                      |  |  |
|  |                                      |  |                                   | ещё 63 порядка цветковых растений |                   |  |                 |                   | еще 5 подсемейств        |  |  |  |                                                                |                      |  |  |

### Синонимы
- Anonis arvensis (L.) Lam.
- Bonaga arvensis (L.) Medik.
- Bonaga hircina (Jacq.) Medik.
- Bonaga mitis (Mill.) Medik.
- Ononis alopecuroides Coss.
- Ononis altissima Colmeiro
- Ononis altissima Lam.
- Ononis arvensis f. subrepens (Schmalh.) Luzhanin
- Ononis arvensis subsp. spinescens (Ledeb.) Luzhanin
- Ononis arvensis subsp. spinosa (L.) Ehrh.
- Ononis arvensis subsp. spinosiformis (Simkovics) Diklić
- Ononis arvensis var. inermis Gray
- Ononis arvensis var. spinescens (Ledeb.) Diklić
- Ononis arvensis var. spinosa L.
- Ononis hircina Jacq.
- Ononis hircina f. spinescens Širj.
- Ononis hircina var. glandulosa Wimm. & Grab.
- Ononis hircina var. indica Širj.
- Ononis hircina var. inermis Ledeb.
- Ononis hircina var. inermis Ledeb.
- Ononis hircina var. krylovii Širj.
- Ononis hircina var. mollis Wimm. & Grab.
- Ononis hircina var. spinescens Ledeb.
- Ononis hircina var. spinosiformis (Simonk.) Širj.
- Ononis hircina var. spinosohircina (Feicht. ex Jáv.) Širj.
- Ononis hircina var. subrepens Schmalh.
- Ononis inermis Huds.
- Ononis inermis Pall.
- Ononis laevis Pall.
- Ononis mitis Pall.
- Ononis mitis Mill.
- Ononis occidentalis Lange
- Ononis procurrens Benth.
- Ononis purpurea Gilib.
- Ononis repens subsp. arvensis (L.) Greuter
- Ononis repens subsp. spinosiformis (Simonk.) Greuter
- Ononis semihircina Simonk.
- Ononis semihircina var. nyirsegensis Soó
- Ononis spinescens (Ledeb.) Grecescu
- Ononis spinosa subsp. arvensis (L.) Greuter & Burdet
- Ononis spinosa subsp. hircina (Jacq.) Gams
- Ononis spinosa subsp. spinosiformis (Simonk.) Greuter & Burdet
- Ononis spinosa var. arvensis (L.) Fiori
- Ononis spinosa var. mitis L.
- Ononis spinosa var. nitis L.
- Ononis spinosiformis Simonk.
- Ononis spinosiformis Simkovics
- Ononis spinosiformis subsp. semihircina (Simonk.) Soó
- Ononis spinosiformis var. nyirsegensis (Soó) Soó
- Ononis spinosohircina Feicht. ex Jáv.
- Ononis vulgaris Gueldenst.